# Maximilien Hell
Pour les articles homonymes, voir Hell.
Maximilien Hell,, né le 15 mai 1720 à Schemnitz, en royaume de Hongrie, et mort le 14 avril 1792 à Vienne en Autriche, prêtre jésuite, est un astronome et mathématicien.

## Biographie

### Famille
Maximilien Hell avait 21 frères et sœurs. Son origine est habituellement indiquée comme allemande (à cause de ses ancêtres et de sa langue) ou slovaque (parce que le lieu de sa naissance est maintenant en Slovaquie) ; Hell lui-même, en tout cas à partir de 1750, se dit « Hongrois ».
Son frère, Jozef Karol Hell, est le coinventeur d'une pompe hydraulique pour retirer l'eau des mines.

### Études et formation
Entré le 18 octobre 1738 dans la Compagnie de Jésus, Hell fait des études de philosophie à Vienne (1740-1743), puis de mathématiques sous la direction d'Erasmus Fröhlich. Dès cette époque, il est particulièrement attiré par l'astronomie. Il collabore avec le directeur de l'observatoire, Joseph Franz. En 1745 il publie une nouvelle édition de l'Algebra de Giovanni Francesco Crivelli (it).
Hell enseigne en Slovaquie de 1745 à 1747, puis fait à Vienne les études de théologie (1747–1751) après lesquelles il peut être ordonné prêtre (1751).
Après son troisième an il est professeur durant deux ans (1753-1755) à Kolozsvar (aujourd'hui Cluj, en Roumanie) et publie en 1755 un premier livre important, Compendia operationum arithmeticarum. Il devient l'un des membres en vue de l'offensive dans les sciences de l'ordre des Jésuites, avant sa suppression en 1773.
À la mort de l'astronome de la cour, Giovanni Jacopo de Marinoni (1676–1755), Hell devient directeur de l'observatoire de Vienne. Il commence dès 1757 la publication annuelle de tables astronomiques, Ephemerides astronomicae ad meridianum Vindobonemsem (Éphémérides astronomiques pour le méridien de Vienne).

### Vénus et la Laponie
Christian VII, roi du Danemark et de Norvège, invite Hell à se rendre à Vardø, en pays sami, dans l'extrême nord de la Norvège, pour observer le transit de Vénus de 1769. Alors qu'il était un participant de l'équipe d'observation du transit de 1761, il est cette fois un peu « en marge » du projet international à la tête duquel s'est mis Joseph Jérôme Lefrançois de Lalande ; il est en effet d'abord responsable devant Christian VII, mais avec des conditions très avantageuses.

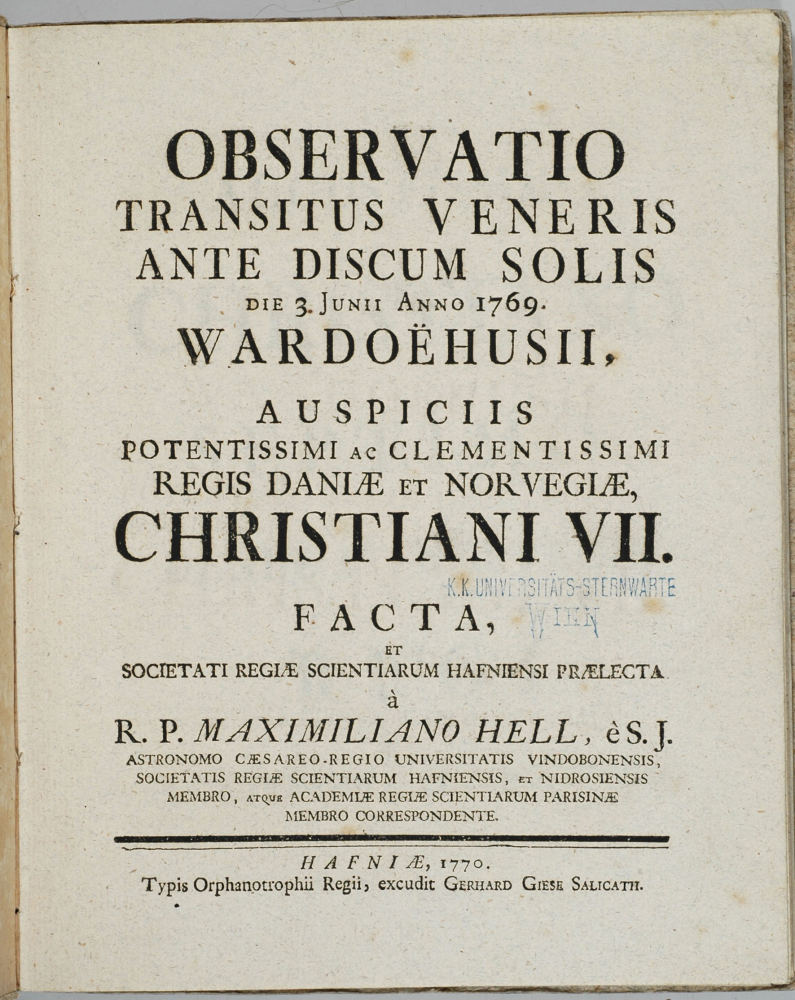
Observatio transitus Veneris ante discum Solis par Maximilien Hell (1770)

Hell a l'idée de profiter du voyage faire aussi d'autres études,, météorologiques et géomagnétiques par exemple. Il a comme assistant János Sajnovics, astronome et jésuite comme lui, mais qui, magyarophone, a pour tâche particulière de faire progresser l'étude de la relation entre le hongrois et le same, langues qu'on soupçonne depuis longtemps être parentes. Le second assistant s'appelle 
Borgrewing ; il est botaniste mais on lui fournira un télescope pour observer.
Hell séjourne huit mois en Norvège. Il fait l'annonce à son retour de trois livres, dont aucun ne verra le jour ; son ordre est supprimé par le pape en 1773.
L'expédition est l'occasion d'une petite brouille avec Lalande, qui ne savait pas que Hell allait observer en Laponie et qui dut souffrir que les résultats soient communiqués d'abord à Christian VII (ce qui prit des mois en raison du voyage), non à l'Académie. À la mort de Hell, Lalande dit clairement qu'il ne soupçonnait plus du tout Hell d'avoir retardé la publication de ses résultats pour les aligner sur ceux des autres et lui rendit un vibrant hommage.
Autrement sérieuse est l'accusation portée contre Hell après sa mort par Carl Ludwig von Littrow, un successeur de Hell à l'observatoire de Vienne. Littrow voit dans le carnet d'observations manuscrit des corrections, des réécritures de chiffres et de lettres. Cela le porte en 1835 à ranimer les soupçons soulevés auparavant et à leur donner du poids. Il faudra attendre 1883, un siècle après la mort de Hell, pour qu'une étude soigneuse du carnet d'observations par Simon Newcomb le réhabilite complètement.

## Publications (sélection)
Les ouvrages de Maximilien Hell sont en latin.

### Mathématiques
- Elementae Algebrae Joannis Crivellii magis illustrata et novis demonstrationibus et problematibus aucta, Vienne, 1745
- Elementa arithmeticae numericae et literalis seu algebrae, 1761, 3e  éd. ; 1773, 4e  éd. — Éléments de l'arithmétique numérique et littérale, ou algèbre

### Astronomie
- Nicolas-Louis de Lacaille, Tabulae solares ad meridianum Parisinum cum supplemento reliquarum tabularum solarium quas supputavit P. Maximilianus Hell e S. J.

#### Éphémérides
- Voir par exemple, en ligne : Ephemerides astronomicae anni 1765 ad meridianum Vindobonensem … a Maximiliano Hell, e S. J.… Adjectis observationibus annorum 1763, et 1764 cum Appendice tabularum planetarum, Vienne, Trattner. Ce titre, comme c'est souvent le cas à l'époque, décrit le contenu :

| Élément                                   | Description |
| ----------------------------------------- | ----------- |
| Éphémérides astronomiques                 | contenu 1   |
| de l'année 1765                           | précision 1 |
| au méridien de Vienne                     | précision 2 |
| par Maximilien Hell                       | auteur      |
| de la Société de Jésus                    | précision   |
| En annexe les observations                | contenu 2   |
| des années                                | précision   |
| 1763                                      | précision 1 |
| 1764                                      | précision 2 |
| Avec un appendice des tables des planètes | contenu 3   |

- En un seul volume, les années 1771 et 1772
- Observations (seules) de 1758 : Observationes astronomicae anni 1758.

#### Transits de Vénus
- 1761
  - Transitus Veneris per discum Solis anni 1761 — Die astronom. 5. Junii — Calculis definitus et methodis observandi illustratus, Vienne, Trattner, 1762 — Voir aussi les Éphémérides pour l'année 1762.Le transit de Vénus à travers le disque du Soleil de l'année 1761 — Le 5 juin, jour astronomique — Défini par des calculs et illustré par des méthodes d'observation.
  - Observatio transitus Veneris ante discum Solis die 5ta junii 1761. Una cum observationibus satellitum Jovis in observatorio Caes. Reg. publ. universitatis habitus, adjectis observationibus ejusdem transitus Veneris factis a variis per Europam viris observendo exercitatis cum appendice aliarum nonnullarum observationum, Vienne, Trattner, IV, 124 p., 2 t.
- 1769
  - Observatio transitus Veneris ante discum Solis die 3. Junii anno 1769 Wardoëhusii[19], Copenhague, 1770 — La plus célèbre observation de Hell.

### Listes d'écrits
Hell a été un auteur très prolifique. Faisant allusion aux Éphémérides, Lalande écrit, peut-être avec une pointe d'envie : « on peut compter trente-sept volumes de ses ouvrages, indépendamment de plusieurs autres ».
- Augustin de Backer, Alois de Backer et Charles Sommervogel, Bibliothèque des écrivains de la Compagnie de Jésus, vol. 2, 1872, colonne 96Donne une liste de 29 titres en plus des Éphémérides annuelles.
- (hu) Sándor Hadobás, Hell Miksa és Sajnovics János bibliográfiája, 2008, 134 p.  (ISBN 978 963 87929 0 7)Hadobás combine liste de publications et bibliographie pour les Pères Hell et Sajnovics.Aspaas, p. 45, compte dans cette étude au moins 600 éléments qui pourraient entrer dans la liste complète des textes écrits sur Maximilien Hell.
- (hu) Sándor Kiszlingstein, Géza Petrik et Sándor Kozocsa, Bibliographia hungarica, 1890, p. 94

### Étude bibliographique
- Voir de nouveau Sándor Hadobás, cité plus haut.

### Honneurs
- Hell était membre de l'Académie royale danoise des sciences et des lettres et de l'académie de Trondheim, et membre correspondant de l'Académie française des sciences.
- Cratère sur la Lune : le cratère Hell ; (3727) Maxhell (1981 PQ), astéroïde de la ceinture principale[20].
- Rue Hell à Vienne, dans l'arrondissement d'Ottakring ; nommée ainsi en 1894.
- Timbre représentant Hell en costume lapon émis en Tchécoslovaquie en 1970, pour le 250e anniversaire de sa naissance[21].
- Buste de Hell au cimetière de Maria Enzersdorf en Basse-Autriche.